# Accord sur l'indépendance de Singapour (1965)
Lire en ligne

Anglais
Français

L'accord sur l'indépendance de Singapour est un accord majeur entre les gouvernements de Malaisie et de Singapour, signé le 7 août 1965. Il a officiellement séparé Singapour de la Malaisie en tant qu'État fédéré et en a fait un État souverain et indépendant. L'accord comprenait une proclamation sur Singapour faite par le Premier ministre malaisien Tunku Abdul Rahman et une autre proclamation de Singapour a été faite par le Premier ministre singapourien Lee Kuan Yew.
En conséquence de cet accord, Singapour est devenu un État distinct et séparé de la Malaisie à compter du 9 août 1965, ce qui a rendu l'Accord relatif à la Malaisie de 1963 invalide à l'égard de Singapour. La cité-État est également devenue membre des Nations unies quelques semaines plus tard, le 20 septembre, par une décision unanime. La loi de Singapour de 1966 a suivi le traité un an plus tard, qui a admis Singapour dans le Commonwealth avec effet rétroactif à compter de l'accord.

## Contexte
Singapour a obtenu son autonomie gouvernementale le 3 juin 1959, après avoir été administré par le Royaume-Uni. De 1959 à 1963, Singapour était doté d'une autonomie interne complète, mais l'administration coloniale britannique contrôlait toujours les relations extérieures, à l'instar d'un protectorat.
Le 16 septembre 1963, la proclamation de la Malaisie (en) a été faite, entrainant la fusion de quatre entités : la fédération de Malaisie, Bornéo du Nord (Sabah), Sarawak et Singapour – ces trois derniers étant déjà des colonies autonomes à ce moment-là – dans la nouvelle entité de Malaisie. Avec cette proclamation, Singapour a ensuite rejoint la Malaisie en tant qu'État fédéré, aux côtés du Sarawak et du Sabah.

## Héritage
Cette union de courte durée s'est avérée fragile en raison de divers facteurs, notamment de profondes différences politiques et économiques. Elle n'a duré qu'un an, dix mois et vingt-quatre jours avant que cet accord n'entre en vigueur le 9 août 1965. Pendant ce temps, Sarawak et Sabah sont restés parties intégrantes de la Malaisie.

## Source
- (en) Cet article est partiellement ou en totalité issu de l’article de Wikipédia en anglais intitulé « Independence of Singapore Agreement 1965 » (voir la liste des auteurs).